# Zozulica
Zozulica je tradiční ukrajinský hudební nástroj. Název i tvar je odvozený od kukačky. Hliněná píšťalka patří do epochy Tripolské kultury 5. – 3. tisíciletí před naším letopočtem. Tripolská kultura spojuje mnoho krajin jako Ukrajinu, Polsko, Moldavsko, Rumunsko a další.

## Amulet síly
Zuzulice jsou dispozici v různých velikostech v hliněném i plastovém provedení. Pravá zozulica v hliněném provedení je vnímána i jako amulet síly. Zuzulica z čistého jílu nese paměť generací a je dobře známá pro své léčebné účinky jako sakrální amulet.[zdroj⁠?!]

## ME ve fotbale 2012
Tento melodický hudební nástroj byl označen za nejlepší projekt v soutěži o neoficiálního maskota při přípravě fotbalového Eura 2012.